# Sei tu o lei (Quello che voglio)
Sei tu o lei (Quello che voglio) è un brano musicale del 1998, cantato da Alex Baroni e scritto dallo stesso interprete insieme a Piero Calabrese, Massimo Calabrese, Marco Rinalduzzi e Marco D'Angelo.
Ad un anno dall'esordio nella sezione Nuove Proposte con la canzone Cambiare, Baroni partecipa al 48º Festival di Sanremo, stavolta tra i "Big" con questo pezzo, classificandosi all'11º posto (la trionfatrice fu Annalisa Minetti).
Dopo la partecipazione a Sanremo esce il suo secondo disco solista, intitolato Quello che voglio, che ha venduto meno del precedente.